# Adem Koçak
Adem Koçak (Yozgat, 1º settembre 1983) è un allenatore di calcio ed ex calciatore turco, di ruolo centrocampista.